# Precision Castparts
Precision Castparts (PCC) ist ein US-amerikanischer Konzern mit Sitz in Portland, Oregon. Precision Castparts wurde am 1. April 1953 von Joseph Buford Cox gegründet.
PCC ist das größte Gießereiunternehmen der Vereinigten Staaten. 70 % des Umsatzes wird im Flugzeugbau gemacht, 17 % gehen in den Kraftwerksbau. Größter Kunde ist hier General Electric. Es werden Teile aus Nickel-, Titan-, Stahl- und Cobalt-Legierungen hergestellt. 2013 führte PCC den Toxic 100 Index an.
PCC besitzt die Tochterunternehmen Wyman-Gordon, Timet und die Special Metals Corporation (SMC).
Im August 2015 wurde bekannt, dass Berkshire Hathaway plant, das Unternehmen für 30 Mrd. US-Dollar zu übernehmen; dies ist im Januar 2016 erfolgt.